# Storsjön (Skogs socken, Hälsingland)
Storsjön är en sjö i Söderhamns kommun i Hälsingland och ingår i Skärjåns huvudavrinningsområde. Sjön är 22,8 meter djup, har en yta på 2,96 kvadratkilometer och befinner sig 98 meter över havet. Sjön avvattnas av vattendraget Skärjån (Tönsån). Bada kan man göra i Långbo vid sjöns södra ände. Sjön används även för fiske, det finns gott om gädda och abborre.

## Delavrinningsområde
Storsjön ingår i det delavrinningsområde (677817-154517) som SMHI kallar för Utloppet av Storsjön. Medelhöjden är 139 meter över havet och ytan är 15,46 kvadratkilometer. Räknas de 19 avrinningsområdena uppströms in blir den ackumulerade arean 87,57 kvadratkilometer. Avrinningsområdets utflöde Skärjån (Tönsån) mynnar i havet. Avrinningsområdet består mestadels av skog (67 procent). Avrinningsområdet har 2,96 kvadratkilometer vattenytor vilket ger det en sjöprocent på 19,2 procent.